# مايك كوسلويسكي
مايك كوسلويسكي (بالإنجليزية: Mike Kozlowski)‏ هو لاعب كرة قدم أمريكية أمريكي، ولد في 24 فبراير 1956 في نيوآرك في الولايات المتحدة.

## وصلات خارجية
- مايك كوسلويسكي على موقع مرجع كرة القدم المحترفة.كوم (الإنجليزية)